# 翘嘴鲤
翘嘴鲤（学名：Cyprinus ilishaectomus）为輻鰭魚綱鯉形目鲤科鲤属的鱼类，俗名龙眼鲤，是中国的特有物种。分布于札麓湖等，體長可達30公分。该物种的模式产地在云南杞麓湖。
翘嘴鲤的肉可供食用，为经济鱼类。

## 扩展阅读
維基物種上的相關：翘嘴鲤